# Jurchol
Les Jurchol ou Jur Chol ou Do-Luo sont un peuple nilotique de l'Afrique de l'Est installé dans le nord-ouest du Soudan du Sud dans les environs des villes de Wau, la capitale de l'État du Bahr el Ghazal occidental et de Aweil, la capitale de l'État du Bahr el Ghazal du Nord.

## Mode de vie
La population des Jurchol est estimée à moins de 70 000 individus, installés pour la plupart dans les comtés de Wau, Tonj et Aweil (dans les localités de Wau, Mapel, Udici, Alel, Thony, Barmayen et Umbili). Ils forment une société sédentaire basée sur une agriculture vivière. Les principales cultures sont le sorgho, le sésame, le maïs, les patates douces et les haricots. L'élevage des bovidés, chèvres et moutons tient aussi une large place dans leur vie économique ainsi que l'apiculture, la pêche et la chasse.

## Histoire
La tradition orale rapporte que les Jurchol forment une partie du large groupe des peuples Luo. Ce groupe est constitué entre autres par les Shilluk (dans le nord-est du Soudan du Sud), par les Anyuak (sur la frontière entre le Soudan du Sud et l'Éthiopie) et par les Acholi (dans le nord de l'Ouganda). Les Jurchol affirment être les descendants de Dimo, le frère de Nyikang l'ancêtre des Shilluk et de Gilo l'ancêtre des Anyuak. Ces trois ancêtres se seraient querellés puis séparés. Ces différentes luttes de pouvoir ont alors entrainé la scission de la population Luo causant la formation de plusieurs ethnies linguistiquement proches. Les Jurchol sont restés dans la région du Bahr el Ghazal tandis que Nyikang et Gilo se sont installés plus au nord dans la région du Nil Supérieur.
Les Jurchol parlent le Dho-Luo, une langue proche du Shilluk et de Anyuak.

## Sources
- (en) Carte des ethnies du Soudan du Sud (O.N.U.)
- (en) Fiche des Jurchol (Luo) sur gurtong.net
- (de) Wilhelm Hofmayr, Die Schilluk : Geschichte, Religion und Leben eines Nilotenn-Stammes, Sankt Gabriel, Mödling bei Wien, Anthropos (revue), 1925, 521 p.